# (15980) 1998 RC19
A (15980) 1998 RC19 a Naprendszer kisbolygóövében található aszteroida. A LINEAR projekt keretében fedezték fel 1998. szeptember 14-én.